# 김천 지례향교 대성전
김천 지례향교 대성전(金泉 知禮鄕校 大成殿)는 대한민국 경상북도 김천시 지례면에 있는 건축물이다. 1985년 8월 5일 경상북도의 문화재자료 제118호로 지정되었다.

## 개요
향교는 공자와 여러 성현께 제사를 지내고 지방민의 교육과 교화를 위해 나라에서 세운 교육기관이다.
지례향교는 조선 세종 8년(1426)에 처음 지었고 임진왜란(1592) 때 불탄 것을 숙종 16년(1690)에 다시 지어 오늘에 이르고 있다.
공자를 비롯하여 중국과 한국 성현의 위패를 모시고 제사지내는 대성전은 앞면 3칸·옆면 3칸 규모이다. 안에는 묵판음화(墨版陰畵)의 공자 영정이 보관되고 있었는데, 1978년 도난당하였고 지금 있는 공자상은 이것을 대체한 것이다.
조선시대에는 나라에서 토지와 노비·책 등을 지원받아 학생을 가르쳤으나, 지금은 교육 기능은 없어지고 제사 기능만 남아 있다.

## 참고 자료
- 지례향교대성전 - 국가유산청 국가유산포털